# Vejprnice
Vejprnice (německy Weiprnitz) jsou obec v okrese Plzeň-sever v Plzeňském kraji. Leží osm kilometrů západně od Plzně. Žije v ní přibližně 4 600 obyvatel. Protéká jí Vejprnický potok.

## Historie
Vesnice s původním názvem Ojprnice vznikala ve druhé polovině 10. století. První zmínka se datuje do roku 993 v souvislosti se zakládáním břevnovského kláštera knížetem Boleslavem II., z podnětu pražského biskupa Vojtěcha z rodu Slavníkovců a se souhlasem papeže Jana XV. Roku 1235 bylo privilegium potvrzeno králem Přemyslem Otakarem II. V letech 1235 až 1245 svědčil na několika listinách Sazin – krajský soudce, působící na hradu Plzni, píšící se z Vejprnic. Sazin patrně vlastnil díl vsi. Rodovým erbem Sazina z Vejprnic byla polovina koně. Dalším majitelem Vejprnic se stal ve 13. století chotěšovský klášter. Roku 1318 žaloval Bohuslav z Vejprnic Miroslava z Vochova, který oblehl vejprnickou tvrz. V roce 1352 vlastnil část vsi Ješek Slavibor z Vejprnic. V šedesátých letech 14. století se stala část Vejprnic součástí rozsáhlého majetku Bohuslava ze Švamberka. Po jeho smrti získal tuto část vsi jeho syn Ratmír – Racek ze Švamberka. Druhou část Vejprnic vlastnil vladyka Zachar, jak dokládá zápis z berního rejstříku z roku 1379. Na konci 14. století vlastnil část vsi Jaroslav z Plevného Újezda, který jej prodal roku 1407 Petrovi ze Vstiše.
Na počátku 15. století sloučil obě části Vejprnic Heřman z Jezné a Nečtin a připojil je k panství hradu Buben. Od roku 1437 se datuje počátek sporu o hrad Buben a jeho součást obec Vejprnice. Tato pře byla ukončena až v roce 1456, kdy obec vlastnil Jan z Volfštejna, syn bývalého poručníka Viléma z Volfštejna, neboť jej údajně koupil od bývalého poručníka Viléma z Nečtin. Roku 1523 prodávají Jan a Vilém z Říčan tvrz Vejprnice, celou ves i s dvory Šťastnému z Říčan. V následující době se stala ves součástí Křimického panství které spravovali Točníkové z Křimic. Poté se stali majiteli Křimic s Vejprnicemi páni z Vrtby. Statky posledního majitele z Vrtby zdědil Jan Karel, kníže z Lobkovic (1799–1878), který je v roce 1870 postoupil svým dětem.
První dochovaný název název obce Ojprnice (listina břevnovského kláštera). Poté Oprnice (1235 Sazin de Oprnic), v roce 1352 Ejprnice, v letech 1325 až 1385 Eprnice, kolem 1405 opět Oprnice. Konečně od 16. století dnešní název Vejprnice.
Za druhé světové války byla severně od vsi vybudována maketa Škodových závodů, aby posloužila jako klamný cíl pro spojenecké bombardéry.

### Tvrz Vejprnice
Podle lidového podání stávala v severozápadní části obce v místě barokního kostela sv. Vojtěcha středověká tvrz. Tvrz prokazatelně existovala roku 1318, kdy byla obležena Miroslavem z Vochova. Po celé století se v držení vladyckého statku střídali vejprničtí zemané. Současně s vladyckou částí existoval díl vsi náležící zprvu klášteru, posléze pánům ze Švamberka. Na počátku 15. století byly díly spojeny a ves jako celek připojena k hradu Bubnu. Tehdy ztratila vejprnická tvrz význam panské rezidence. V první polovině 15. století prodělala tvrz období stagnace, jehož důsledkem mohl být i fyzický zánik objektu. Koncem 15. století bylo ve Vejprnicích panské sídlo obnoveno. Tvrz jmenovaná ve Vejprnicích v první polovině 16. století je renesančním sídlem začleněným do tělesa hospodářského dvora. Ve druhé čtvrtině 16. století byla ves připojena ke křimickému panství, sídelním centrem se staly Křimice a vejprnická tvrz opět ztratila své opodstatnění. Renesanční tvrz byla patrně totožná s centrálním objektem pozdější barokní zájezdní hospody. Areál přilehlého dvora byl v tom případě renesančním poplužním dvorem. V následujícím období již nebyla vejprnická tvrz jako panské sídlo využívána.

### Kostel svatého Vojtěcha
Dnes již neexistující gotický kostel je zmiňován již roku 1355, kdy byly odváděny desátky z vejprnické farnosti. Roku 1368 je připomínám první zástavní pán a roku 1377 první farář. Jeho lokalizace je ale otázkou. Nejstarší stavební fázi současného kostela lze datovat do 16. století. Starší vejprnický kostel stál, údajně, „v mokřinách“ a býval dřevěný. Později byl kostel přenesen do míst bývalého ovčína, nynější nové školy v severní části obce. V jeho blízkosti stála fara s myslivnou. Druhý vejprnický kostel prý vyhořel.
Přítomnost zmiňovaných kostelů však na tradovaných místech nebyla prokázána. V roce 1722 byla zahájena stavba současného barokního kostela. Základní kámen byl položen 30. dubna 1722. Hrubá stavba pohltila zachovalou část renesančního objektu (snad tvrze), což dokládá vrtbovský erb s letopočtem 1723 umístěný nad vchodem do kostela. Dokončená stavba byla benediktována v roce 1726 metropolitním kanovníkem Karlem Dominikem Řečickým, který býval ve Vejprnicích farářem. Kostelní loď byla místo klenby původně vybavena rovným rákosovým stropem, ten však musel být roku 1779 snesen neboť hrozil zřícením. Poté byl nahrazen klenbou. Kostel zasvěcený sv. Vojtěchu je jednolodní kostel. Loď kostela je založena na obdélném půdorysu, z jehož unie vystupují na severní a jižní straně mělká široká ramena pouze naznačené příčné lodi.
Kostel je dřevěnou lávkou spojen s přilehlou farou.

## Obyvatelstvo
| Rok            | 1869 | 1880 | 1890  | 1900  | 1910  | 1921  | 1930  | 1950  | 1961  | 1970  | 1980  | 1991  | 2001  | 2011  | 2021  |
| -------------- | ---- | ---- | ----- | ----- | ----- | ----- | ----- | ----- | ----- | ----- | ----- | ----- | ----- | ----- | ----- |
| Počet obyvatel | 647  | 787  | 1 165 | 1 606 | 1 888 | 2 006 | 2 127 | 1 924 | 2 964 | 2 757 | 2 611 | 2 400 | 2 520 | 3 910 | 4 479 |
| Počet domů     | 60   | 70   | 96    | 115   | 142   | 148   | 240   | 377   | 514   | 537   | 565   | 561   | 660   | 915   | 1 082 |

Vejprnice byly s počtem 4593 obyvatel k 1. lednu 2024 nejlidnatější obcí v Plzeňském kraji, která nemá status města.

## Obecní správa

### Obecní symboly
Znak a vlajka byly obci uděleny rozhodnutím předsedkyně Poslanecké sněmovny Parlamentu České republiky dne 26. května 2011.

## Doprava
Do Vejprnic se lze z Plzně dostat linkovými autobusy, vlakem (trať na Domažlice) a linkou ČSAD Plzeň – Vejprnice – Tlučná (bývalá MHD 55). V prosinci 2016 byla zřízena linka s číslem 66 na trase Plzeň – Křimice – Vejprnice. Po silnici z plzeňských částí Skvrňany, Nová Hospoda či Křimice. Pěšky nejlépe od kapličky na Nové Hospodě pořád rovně směrem na západ (necelé tři kilometry).

## Pamětihodnosti
- barokní kostel svatého Vojtěcha z roku 1722
- kaple sv. Vojtěcha[11]
- Výklenková kaplička blahoslaveného Hroznaty (dne 24. června 2023 byla požehnána plzeňským diecézním biskupem Tomášem Holubem)[12]
- Fara čp. 1[13]
- Popraviště obětí druhé světové války

## Galerie

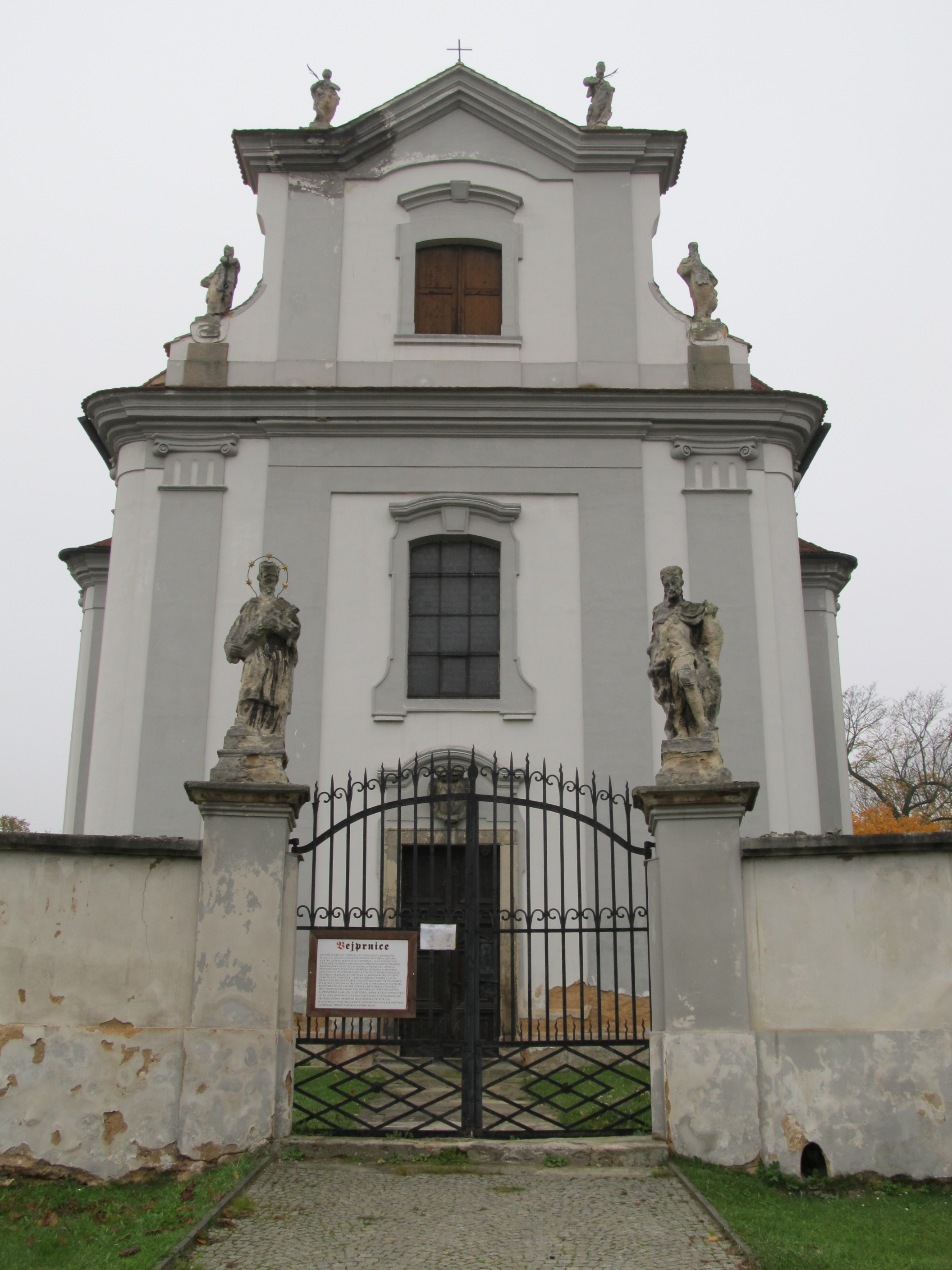
Kostel sv. Vojtěcha
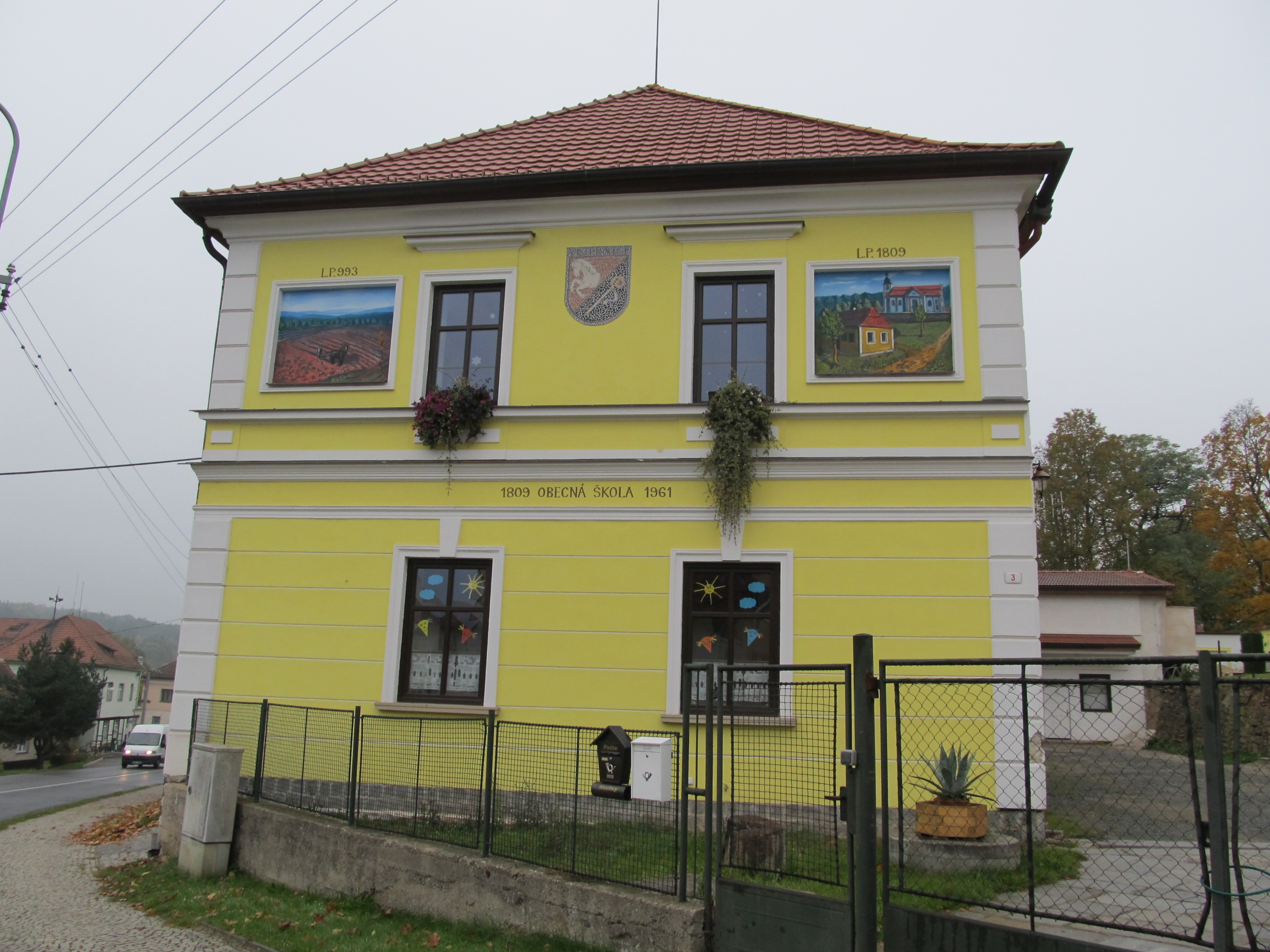
Stará škola
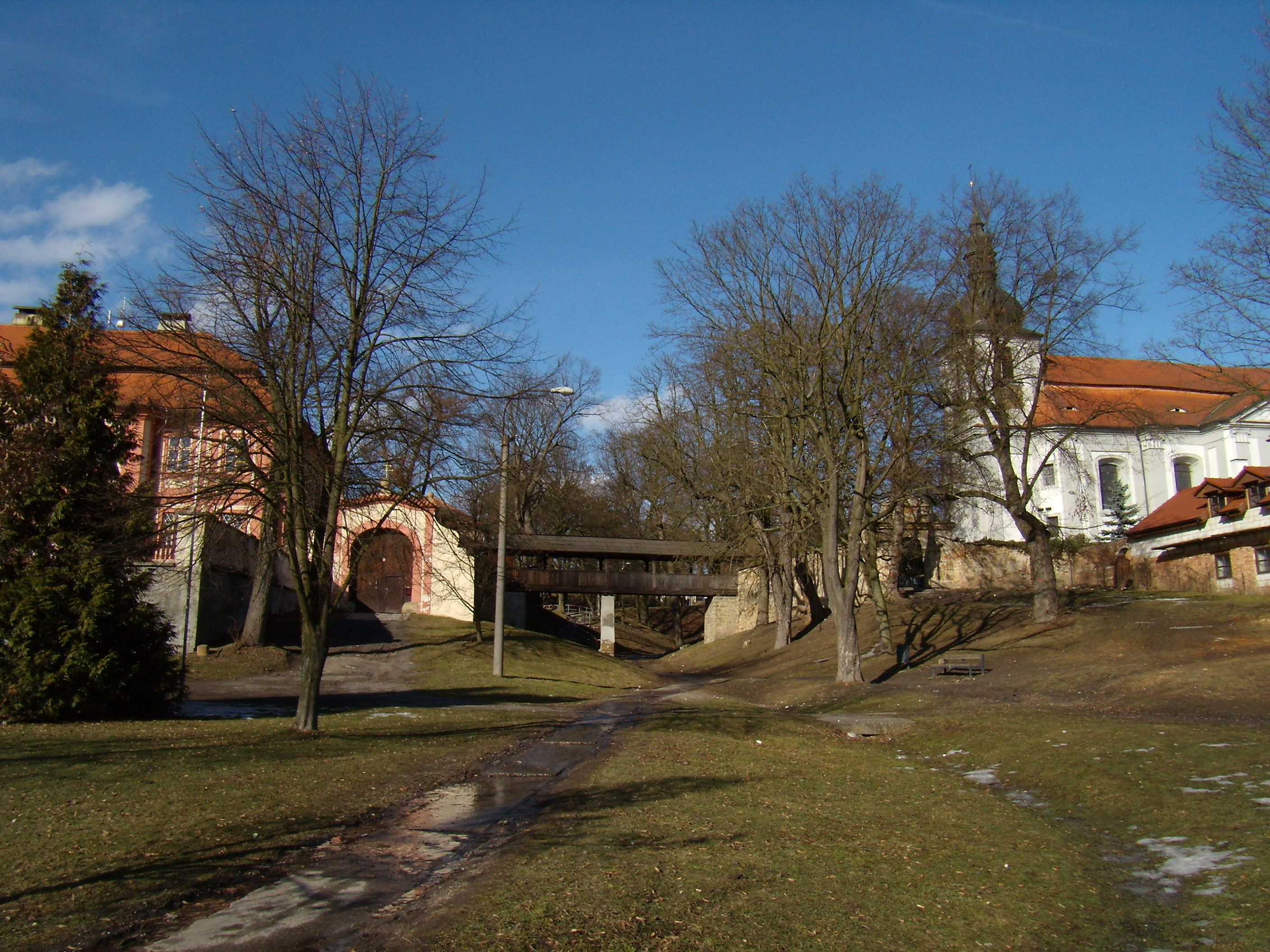
Fara
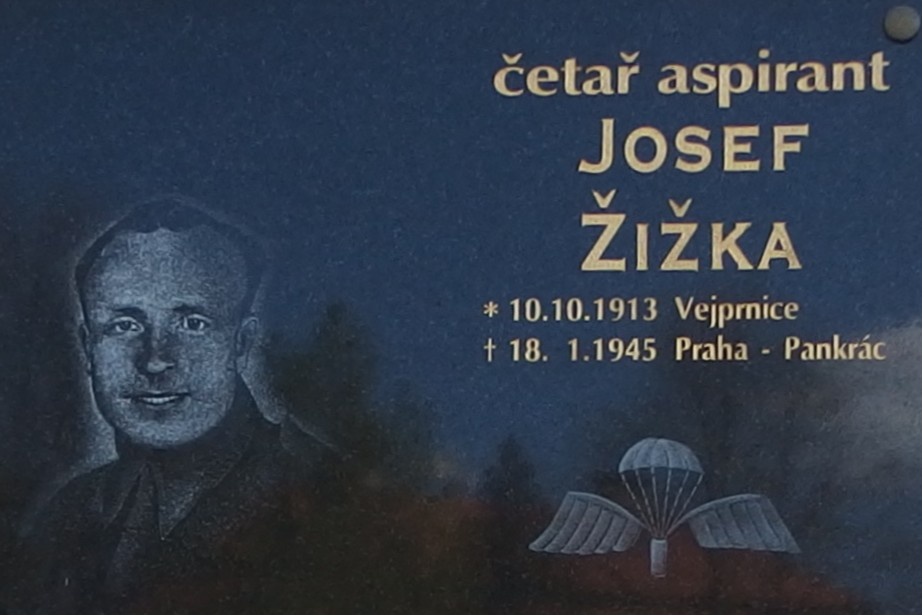
Josef Žižka

## Rodáci
- Jakub Husník (1837–1916),[14] vynálezce světlotisku
- Josef Žižka (1913–1945), voják a příslušník výsadku Barium
- Václav Šmat (1931–2002), hokejista a trenér